# The Blues Collection
The Blues Collection ist eine Reihe von periodisch veröffentlichten Sammelwerken zum Thema Bluesmusik. Die deutschsprachige Ausgabe besteht aus insgesamt 76 CDs mit jeweils einem 16-seitigen Begleitheft. Vertrieben wurde die Reihe in Zusammenarbeit mit dem zur Unternehmensgruppe DeAgostini gehörenden Atlas Verlag durch die Orbis Publishing GmbH, Hamburg.

## Beschreibung
Diese umfangreiche Veröffentlichung auf dem Gebiet des Blues erschien in Großbritannien bereits ab 1993; dort allerdings mit 90 Ausgaben plus zwei Ausgaben The Very Best of the Blues und mit abweichender Reihung. In Deutschland erschien die erste Ausgabe der Blues Collection am 7. September 1994. In der Folge gab es vierzehntäglich eine weitere Ausgabe, der Preis erhöhte sich jedoch; kostete die erste Ausgabe noch 3 DM, war für Ausgabe 2 schon 8,80 DM zu bezahlen. Jede weitere Ausgabe kostete schließlich 11,80 DM. Der Abonnementpreis für dreizehn Ausgaben betrug folglich 153,40 DM. Abonnenten erhielten als Zugabe die CD The Very Best of the Blues sowie einen Sammelordner. Weitere Sammelordner konnten für 13,50 bzw. 18 DM bestellt werden. The Blues Collection wurde auch als Kassettensammlung vertrieben.
Bei den meisten CDs handelt es sich um Kompilationen, mit Hilfe derer  versucht wurde, das Lebenswerk jeweils eines bestimmten Musikers oder einzelne Abschnitte davon zu dokumentieren. Einige CDs sind Sampler, die einen bestimmten Bluesstil (wie in den Ausgaben 41 Memphis Jug Bands und 73 Blues Women) vorstellen. Wenige Ausgaben der Reihe sind Wiederveröffentlichungen von Alben (beispielsweise Ausgabe 7 London Sessions). Die Sonderausgabe The Blues at Christmas, The Very Best of the Blues hingegen ist ein Sampler mit 17 Aufnahmen verschiedener Musiker.
Die Begleithefte im Format 292 × 215 mm wurden durchgehend paginiert, wobei die Umschlagseiten nicht gezählt wurden. Die letzte Ausgabe (75) hat aufgrund eines Index 28 Seiten, so dass insgesamt 912 Seiten (mit Umschlagseiten 1212) zu Buche schlagen. Die Sonderausgabe The Blues at Christmas, The Very Best of the Blues hat 24 Seiten. Die Hefte enthalten in durchgehend immer gleichen Aufbau Informationen über Leben und Werk der Künstler, Empfehlungen zu weiteren Veröffentlichungen (Diskografie) und Informationen über die Aufnahmen. Ergänzt wird das Heft mit der Rubrik „The Story of the Blues“, einer geschichtlichen Darstellung des Blues. Fachkundiger Berater der Sammlung war Tony Russel, Autor und Journalist aus London.
Komplette Sammlungen, beziehungsweise einzelne Ausgaben davon, sind heute nur noch auf Flohmärkten oder Onlineauktionen erhältlich.

## The Blues Collection (Reihenfolge der Ausgaben)
| - 01 John Lee Hooker: Boogie Man - 02 B. B. King: The King of the Blues - 03 Chuck Berry: Blues Berry - 04 Buddy Guy: Stone Crazy - 05 Bo Diddley:Bo Diddley: Jungle Music - 06 Robert Johnson: Red Hot Blues - 07 Howlin’ Wolf: London Sessions - 08 John Mayall: New Bluesbreakers - 09 Bessie Smith: Classic Blues - 10 Sonny Boy Williamson II.: Nine Below Zero - 11 Muddy Waters: Chicago Blues - 12 Little Richard: Long Tall Sally - 13 Memphis Slim: Beer Drinkin’ Woman - 14 Eric Clapton & The Yardbirds: Eric Clapton & The Yardbirds - 15 Fats Domino: Be My Guest - 16 T-Bone Walker: Stormy Monday Blues - 17 Elmore James: Dust My Broom - 18 Jimmy Reed: You Don’t Have to Go - 19 Otis Rush: I Can’t Quit You Baby - 20 Little Walter: Boss Blues Harmonica - 21 Magic Sam: All Your Love - 22 Lowell Fulson: West Coast Blues - 23 Bukka White: Parchman Farm Blues - 24 Jimmy Witherspoon: Ain’t Nobody’s Business - 25 Robert Cray: Who’s Been Talkin’ - 26 Leadbelly: Midnight Special - 27 Big Bill Broonzy: Whiskey and Good Time Blues - 28 Louis Jordan: Caldonia - 29 Koko Taylor: Wang Dang Doodle - 30 Roosevelt Sykes: „44“ Blues - 31 Lightnin’ Hopkins: Texas Blues - 32 Otis Spann: My Home in the Delta - 33 Earl Hooker & Junior Wells: Earl Hooker & Junior Wells - 34 J. B. Lenoir: Eisenhower Blues - 35 Clarence Gatemouth Brown: Just Got Lucky - 36 Big Joe Williams: Baby Please Don’t Go - 37 J. B. Hutto: Pet Cream Man - 38 Big Maceo Merriweather: Worried Life Blues | - 39 Sonny Terry & Brownie McGhee: Walk On - 40 Lonnie Brooks: Reconsider Baby - 41 Sampler: Memphis Jug Bands (Walk Right In) - 42 Clifton Chenier: Frenchin’ the Blues - 43 Blind Willie McTell: Statesboro Blues - 44 Champion Jack Dupree: Junker’s Blues - 45 Fred McDowell: Mississippi Blues - 46 Arthur Big Boy Crudup: Rock Me Mama - 47 Charlie Patton: Pony Blues - 48 Big Joe Turner: Roll ’Em - 49 Tampa Red: The Guitar Wizard - 50 Frank Frost: Downhome Blues - 51 Sleepy John Estes: Drop Down Mama - 52 Blind Boy Fuller: Heart Ease Blues - 53 Johnny Copeland: Texas Party - 54 Memphis Minnie: Let’s Go to Town - 55 Phillip Walker: Steppin’ Up in Class - 56 Sampler: Texas Blues - 57 Eddie Vinson: Cleanhead Blues - 58 James Booker: New Orleans Keyboard King - 59 Jimmy Johnson: Country Preacher - 60 Sampler: Thirties’ Blues - 61 Furry Lewis & Frank Stokes: Beale Street Blues - 62 Screamin’ Jay Hawkins: Blues Shouter - 63 Louisiana Red: Pretty Woman - 64 Professor Longhair: Live in London - 65 Victoria Spivey: Moaning the Blues - 66 Peetie Wheatstraw: The Devil’s Son-In-Law - 67 Magic Slim: Grand Slam - 68 Piano Red: Live and Feelin’ Good - 69 Walter Horton: Shuffle and Swing - 70 Sampler: Hillbilly Blues - 71 Charles Brown: Drifting Blues - 72 Carey & Lurrie Bell: Father and Son - 73 Sampler: Blues Women - 74 Lonnie Johnson: Guitar Blues - 75 Snooks Eaglin: Heavy Juice |

## Ergänzende Veröffentlichungen
1995 veröffentlichte der gleiche Verlag das Buch The Blues Collection. Interpreten, Musik, Geschichte mit den ersten zwölf Ausgaben der Blues Collection, allerdings ohne die Umschlagseiten, so dass die Rubrik „The Story of the Blues“ fehlt. 1992 erschien dieses Buch als Les Genie du Blues in der Editions Atlas.